# Computazione naturale
La computazione naturale nel senso più comune del termine è un sotto-campo dell'informatica e più in particolare dell'intelligenza artificiale, che si occupa dello sviluppo di tecnologie e modelli computazionali ispirati alle metodiche che la natura ha raffinato nel corso dei millenni e sulle quali l'uomo non ha ancora trovato soluzioni adeguate.
Più di rado il termine è utilizzato per definire i casi in cui particolari tecniche di computazione sono state pensate per avere come oggetto lo studio e la sintesi di fenomeni naturali oppure per definire tecniche computazionali che prevedono lo sfruttamento di elementi naturali (es. molecole).